# George (Washington)
George is een plaats (city) in de Amerikaanse staat Washington, en valt bestuurlijk gezien onder Grant County.

## Demografie
Bij de volkstelling in 2000 werd het aantal inwoners vastgesteld op 528.
In 2006 is het aantal inwoners door het United States Census Bureau geschat op 571, een stijging van 43 (8,1%).

## Geografie
Volgens het United States Census Bureau beslaat de plaats een oppervlakte van
1,6 km², geheel bestaande uit land. George ligt op ongeveer 374 m boven zeeniveau.

## Plaatsen in de nabije omgeving
De onderstaande figuur toont nabijgelegen plaatsen in een straal van 36 km rond George.